# Ko Samet
Ko Samet (Thai: เกาะเสม็ด, auch Koh Samed und ähnliche Schreibweisen) ist eine Insel (Ko, Thai เกาะ = Insel) im Golf von Thailand, die der Küstenlinie der Provinz Rayong (Thailand) etwa 6,5 Kilometer vorgelagert ist.

## Lage und Charakteristik
Die Insel hat sehr schöne Sandstrände und ausgezeichnete Tauchplätze, bei denen Korallen zu sehen sind. Heute kommen vermehrt Touristen und Wochenendurlauber der nahe gelegenen Hauptstadt Bangkok zur Erholung hierher. Die Unterkünfte auf der Insel bestehen aus einfachen Hütten, aber auch Hotels. Auch Camping ist möglich, sofern man die notwendige Ausrüstung hat.

## Strände
Die wichtigsten Strände sind:
- Hat Sai Kaeo (Glassand)
- Ao Cho
- Ao Wongduan
- Ao Wai

## Transport
Der übliche Anreiseweg führt über Bangkok, für Touristen ab dem Busbahnhof Ekkamai an der Thanon Sukhumvit (Sukhumvit-Straße), der Bus benötigt etwa dreieinhalb Stunden bis Ban Phe. Von dort aus gibt es eine Fähre, die etwa 30 Minuten bis zur Insel benötigt, man kann sich auch Schnellboote mieten. Die meisten Straßen auf der Insel sind neu und betoniert. Die wenigen vorhandenen Feldwege können jedoch bei starkem Regen unbefahrbar werden. Es besteht die Möglichkeit, sich ein Quad oder Motorrad zu mieten und sich damit auf der Insel zu bewegen. Des Weiteren gibt es für den Transport ein Taxiunternehmen.

## Nationalpark
Mit Ausnahme des Gebiets von Na Dan gehört die Insel seit dem 1. Oktober 1981 zum Nationalpark Khao Laem Ya – Mu Ko Samet, zusammen mit den Inseln Ko Kuthi (auch: Ko Kudi – เกาะกุฎิ), Ko Kruai (เกาะกรวย), Ko Kham (เกาะขาม) und Ko Plai Tin (เกาะปลาติน).

## Literarisches
Die Insel ist vom thailändischen Nationaldichter Sunthorn Phu als Schauplatz seiner berühmten Geschichte von Phra Apaimani gewählt worden.

## Bildergalerie

Impressionen von Ko Samet
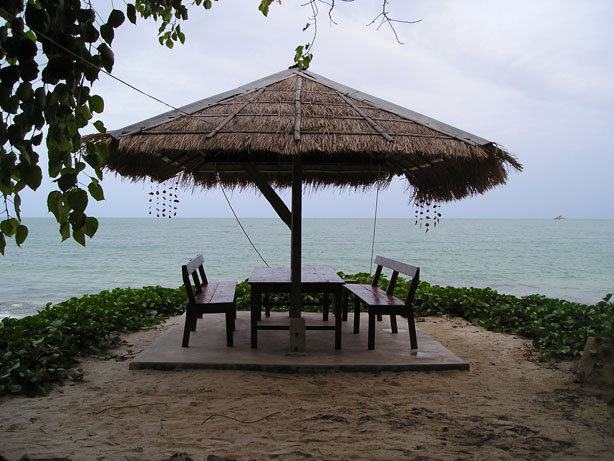
Ko Samet
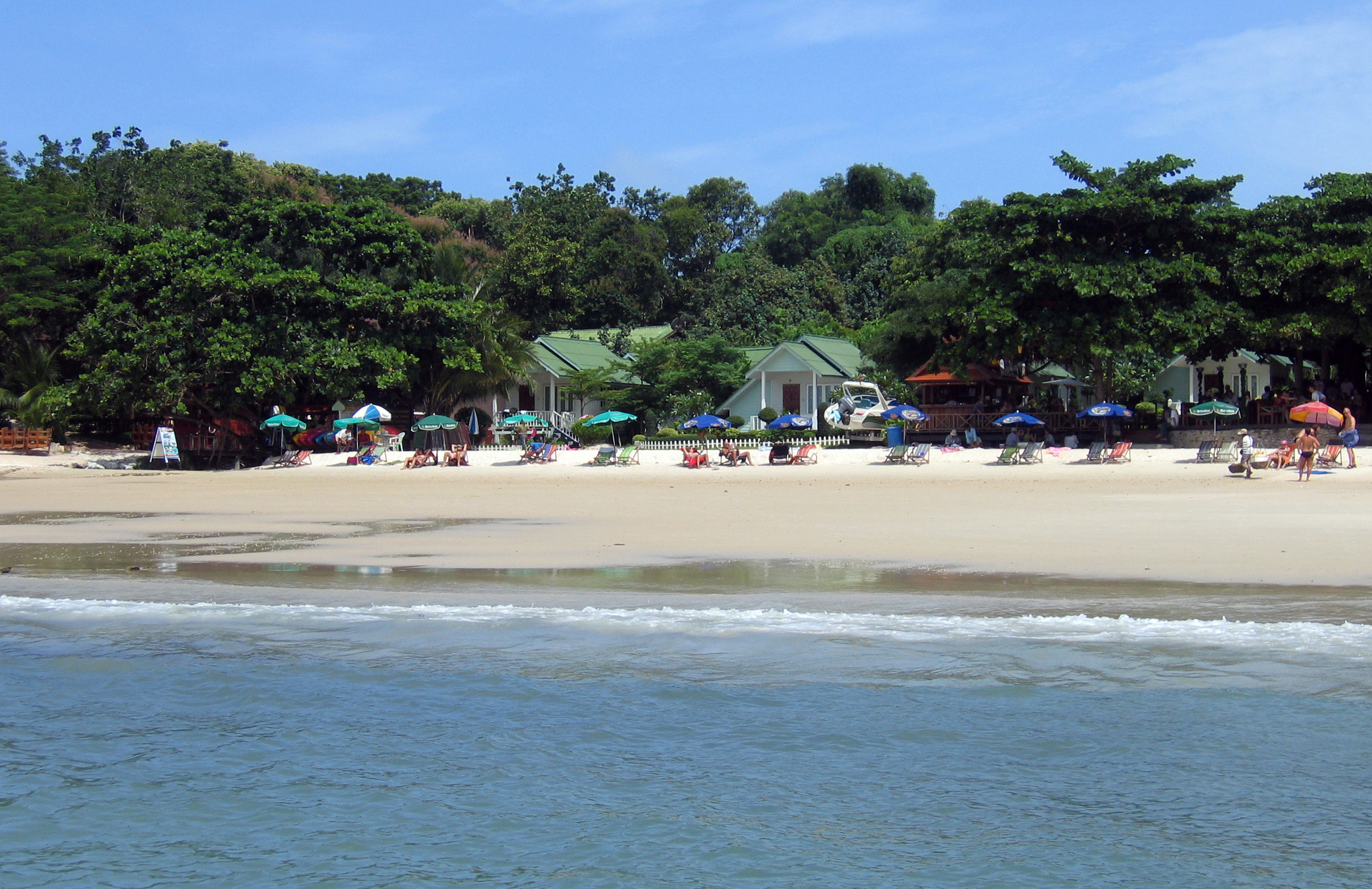
Ao Phai
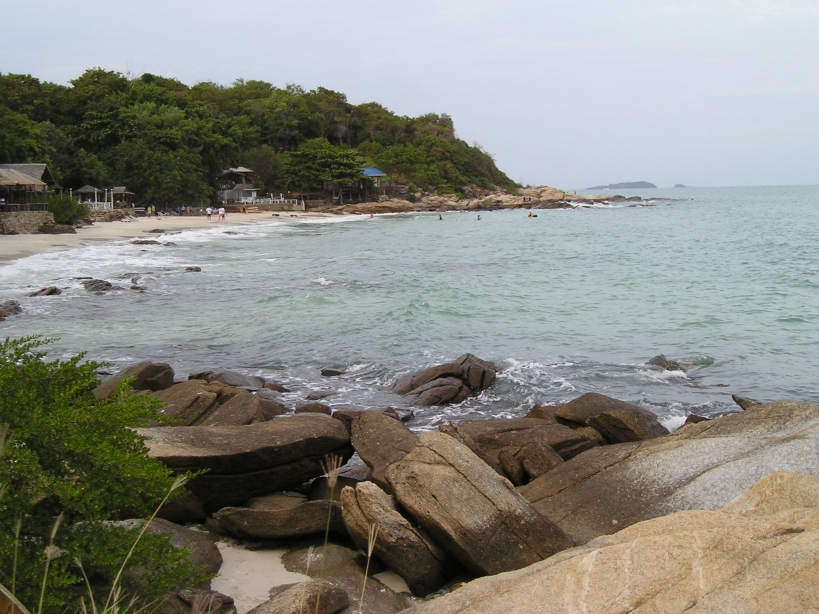
Strand von Ko Samet